# Velleda Cesari
Velleda Cesari (Bologna, 15 febbraio 1920 – Lissone, 3 maggio 2003) è stata una schermitrice italiana, specializzata nel fioretto. Ha vinto una medaglia di bronzo nella scherma ai Giochi olimpici.

## Palmarès
In carriera ha ottenuto i seguenti risultati:
Giochi olimpici
Individuale
A squadre
- Bronzo nel fioretto a Roma 1960

Mondiali
Individuale
A squadre
- Oro nel fioretto a Parigi 1957
- Argento nel fioretto a Lussemburgo 1954
- Bronzo nel fioretto a Lisbona 1947
- Bronzo nel fioretto a Copenaghen 1952
- Bronzo nel fioretto a Bruxelles 1953
- Bronzo nel fioretto a Roma 1955

Campionati italiani
Individuale
- Oro nel fioretto nel 1939
- Oro nel fioretto nel 1940
- Oro nel fioretto nel 1941
- Oro nel fioretto nel 1946

A squadre